# Maurice Bishop
Maurice Rupert Bishop (29. května 1944 – 19. října 1983) byl grenadský politik a revolucionář. Vlády se zmocnil při puči v roce 1979 a následující čtyři roky byl grenadským premiérem. Zavedl sociální a ekonomické změny, na druhou stranu ale ignoroval lidská práva a potlačoval opozici. Za svůj vzor považoval Fidela Castra. Snažil se sblížit s USA, ale kvůli přátelství s Kubou a SSSR byly jeho snahy marné.  V roce 1983 byl svržen dalším pučem, který inicioval Bernard Coard, člen Bishopovy vlády. Sám Bishop byl následně popraven, jeho tělo ale nebylo nikdy nalezeno. Pravděpodobně je pohřben na hřbitově v hlavním městě Saint George's. Dnes, i přes svou kontroverzní politiku je na Grenadě vnímán jako hrdina, především kvůli jeho snahám o nezávislost ostrova a pro svou hospodářskou politiku.